# Ägartillskott
Ägartillskott innebär att ägarna i ett aktiebolag tillför kapital till ett bolag för att stärka bolagets ekonomi. Ägartillskott kan praktiskt ske genom nyemission. Begreppet används i första hand i samband med företag som drabbats av ekonomiska problem, snarare än om vilken nyemission som helst.